# Jerzy Osiński (inżynier)

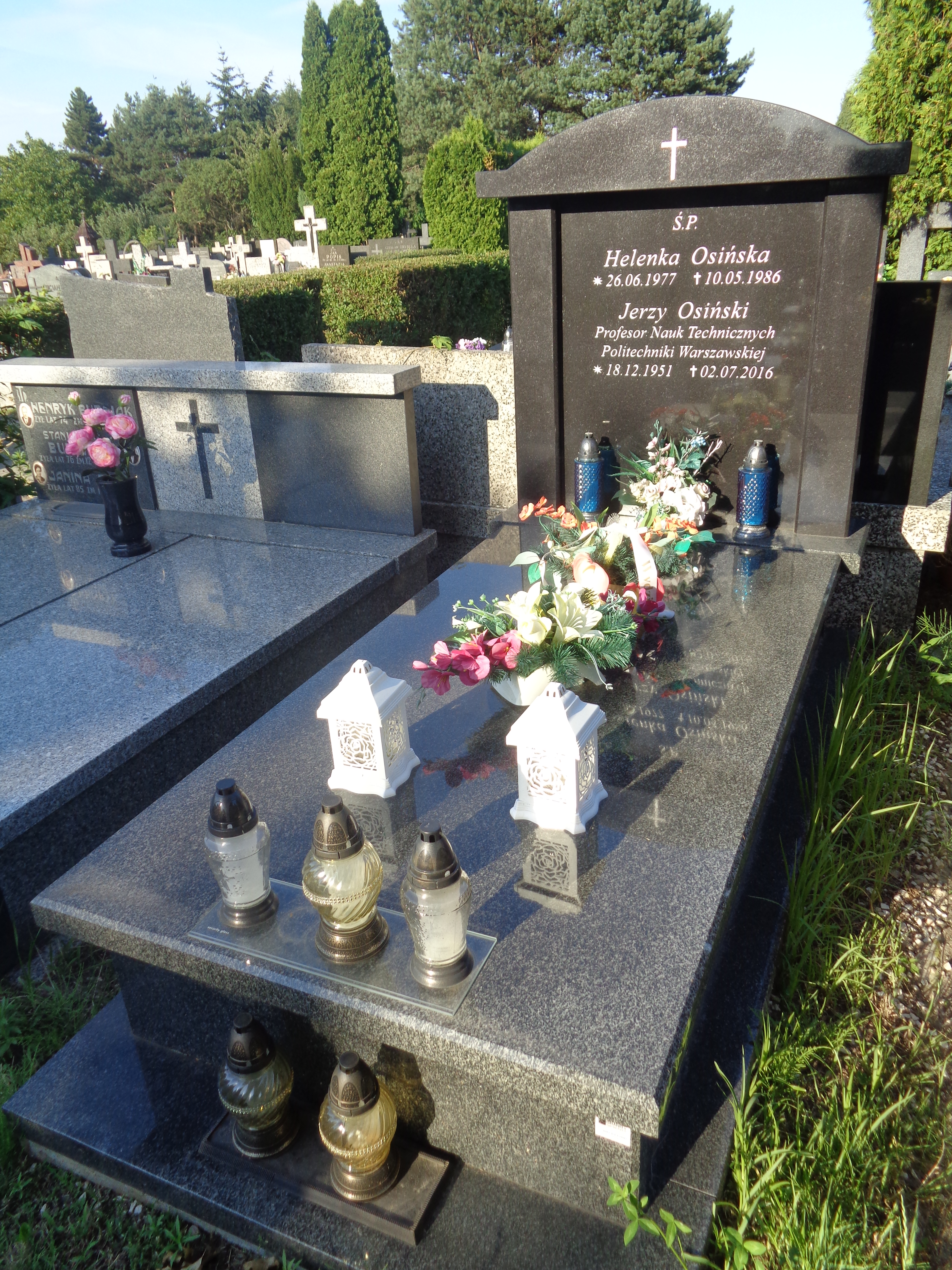
Grób Jerzego Osińskiego na starym cmentarzu na Służewie

Jerzy Kazimierz Osiński (ur. 18 grudnia 1951 w Warszawie, zm. 2 lipca 2016 tamże) – polski specjalista budowy i eksploatacji maszyn, profesor nauk technicznych.

## Życiorys
W latach 1969–1974 studiował na Wydziale Maszyn Roboczych i Pojazdów Politechniki Warszawskiej, a następnie podjął studia doktoranckie zakończone przedstawieniem w 1979 pracy pt. "Drgania parametryczne jednostopniowej przekładni zębatej jako układu o dwóch stopniach swobody uwzględniającego tłumienie i stałe obciążenie". W 1990 uzyskał habilitację, zaś 1995 tytuł profesora nauk technicznych. Był wieloletnim pracownikiem naukowym i dydaktycznym, a także zastępcą dyrektora Instytutu Podstaw Budowy Maszyn na Wydziale Samochodów i Maszyn Roboczych Politechniki Warszawskiej. W latach 1997–2012 piastował funkcję kierownika Zakładu Technik Wytwarzania.
Pochowany na starym cmentarzu na Służewie przy ul. Fosa.

## Członkostwo
- członek Gesellschaft Für Angewandte Mathematik Und Mechanik (GAMM),
- członek Komitetu Naukowego Konferencji „Wspomaganie Komputerowe Prac Inżynierskich”,
- członek założyciel Polskiego Towarzystwa Symulacji Komputerowej,
- członek Sekcji Podstaw Konstrukcji Maszyn oraz Dynamiki Maszyn Komitetu Budowy Maszyn Polskiej Akademii Nauk,
- konsultant naukowy w Instytucie Mechanizacji Budownictwa i Górnictwa Skalnego w Warszawie,
- współpracownik Instytutu Lotnictwa w Warszawie,
- członek Polskiego Towarzystwa Wiropłatów,
- członek Polskiego Towarzystwa Diagnostyki Technicznej,
- członek-konsultant w Instytucie Technologii Eksploatacji w Radomiu,
- członek zarządu Stowarzyszenia Forum Recyklingu Samochodów[6].

## Publikacje
- Obliczenia wytrzymałościowe elementów maszyn z zastosowaniem metody elementów skończonych (Oficyna Wydawnicza Politechniki Warszawskiej, Warszawa, 1997; ISBN 83-87012-87-4)
- Wybrane zagadnienia recyklingu samochodów (Wydawnictwa Komunikacji i Łączności, Warszawa, 2006; ISBN 83-206-1621-2, wspólnie z Piotrem Żachem)